# Tiên Giác Hải Tịnh
Tiên Giác - Hải Tịnh (1788 - 1875, chữ nho: 先覺 - 海淨) là một thiền sư Việt Nam thuộc tông Lâm Tế, đời thứ 37. Sư từng trụ trì chùa Từ Ân ở Gia Định, làm Tăng cang chùa Thiên Mụ ở Huế, và được đánh giá là một nhà sư "có đức độ được ca ngợi khắp miền, trải qua 73 năm hành đạo, không lúc nào nhà sư quên đi sự hưng suy của đạo pháp".

## Thân thế và hành trạng
Sư có tục danh là Nguyễn Tâm Đoan, sinh ngày 30 tháng Năm năm Mậu Thân (1788), là con của ông Nguyễn Hầu Cẩm, quê ở Gia Định (Thành phố Hồ Chí Minh ngày nay).
Năm Nhâm Tuất (1802), 14 tuổi, Sư được cha dẫn vào chùa Từ Ân ở Gia Định làm lễ xin xuất gia tu hành. Trụ trì chùa Từ Ân lúc bấy giờ là Thiền sư Phật Ý Linh Nhạc liền giao Tâm Đoan cho đệ tử của mình là Thiền sư Tổ Tông Viên Quang, trụ trì chùa Giác Lâm dạy dỗ. Sau đó, Tâm Đoan được thầy Tổ Tông Viên Quang đặt pháp danh là Tiên Giác, hiệu là Hải Tịnh.
Nhờ chú tâm tu học nên sau một thời gian, nhà sư Tiên Giác Hải Tịnh (gọi tắt là Hải Tịnh) trở thành một danh tăng uyên bác.
Năm Tân Tỵ (1821), Thiền sư Phật Ý Linh Nhạc viên tịch ở chùa Từ Ân, có lẽ sư Hải Tịnh được thầy cử đến trông coi chùa Từ Ân, trong khi Hòa thượng Liên Hoa (tức Thiền sư Thiệt Thành Liễu Đạt) đang bận hoằng hóa ở kinh đô Huế.
Tháng Ba năm Ất Dậu (1825), vua Minh Mạng cho vời Hòa thượng Hải Tịnh ra trụ trì chùa Thiên Mụ ở Huế. Sách Đại Nam thực lục chính biên, đệ nhị kỷ ghi: "Năm Ất Dậu, Minh Mạng thứ sáu, tháng 3... cho vời Sư chùa Từ Ân ở Phiên An là Nguyễn Tâm Đoan, khiến sung làm Trụ trì chùa Thiên Mụ".
Ngài Hải Tịnh giữ chức Tăng cang chùa Thiên Mụ ở Huế một thời gian thì phạm lỗi liên đới, bị cách chức và bị đày làm việc nặng ở chùa này.
Theo Đại Nam Thực Lục Chính Biên, Đệ nhị kỷ, Quyển CCVII, tháng 10 và 11 cho biết: "Kỷ Hợi, Minh Mệnh năm thứ 20 (1839), mùa đông, tháng 10... Sư chùa Thiên Mụ có tên Nguyễn Văn Huấn vì ghen nên giết người. Bộ Hình và Viện Đô Sát xét hỏi qua một năm không khám phá ra manh mối. Đến nay Khoa đạo là Nguyễn Sĩ Đăng, Lê Tập bí mật đi dò xét tìm được tình trạng, đều thưởng cho mỗi người 10 lạng bạc và gia một cấp. Khi án giao xuống đình thần xét, Huấn bị xử trảm hậu; Sư trưởng Nguyễn Tâm Đoan, cách bỏ chức Trụ trì, chuẩn bắt phải làm việc nặng nhọc tại chùa ấy".
Năm Tân Sửu (1841), vua Thiệu Trị lên ngôi, Hòa thượng Hải Tịnh mới được phục hồi chức Tăng cang. Tuy nhiên, vì lúc đó ở chùa Thiên Mụ đã có Tăng cang Nguyễn Văn Thường (tức Hòa thượng Tế Bổn Viên Thường), nên sư Hải Tịnh vẫn phải ở chùa Thiên Mụ, chờ khi nào có chùa quan (chùa do vua lập) nào thiếu Tăng cang thì sẽ cử thay thế. Trong tờ dụ ngày 16 tháng 3 năm Thiệu Trị nguyên niên (1841) viết như sau: "Nguyên Trụ trì chùa Thiên Mụ là Nguyễn Tâm Đoan, trước nhân can án phạm lỗi bị cách bỏ chức Tăng cang, nhưng chuẩn cho ở chùa ấy làm công việc nặng nhọc để chuộc tội, gần đây đã biết xấu hổ ăn năn lỗi trước, truyền gia ân khoan miễn cho Nguyễn Tâm Đoan. Bộ Lễ hãy cấp hoàn một văn bằng Tăng cang và vẫn chuẩn cho ở tại chùa này làm việc, chờ khi có chùa quan nào khuyết Trụ trì sẽ bổ sung".
Sau đó, Tăng cang Tiên Giác Hải Tịnh được bổ Trụ trì chùa Long Quang (1841-1842). Đến ngày 16 tháng 9 năm Thiệu Trị thứ hai (1842), Tăng cang Hải Tịnh được triều đình cử đến Trụ trì chùa Giác Hoàng ở trong kinh thành Huế, thay thế cho Tăng cang Nguyễn Nhất Định (tức Hòa thượng Tánh Thiên Nhất Định) vì lý do: "bị bệnh, không kham nổi việc chùa, xin cho về sơn dã ". Theo Khâm Định Đại Nam Hội Điển Sự Lệ (Nhà Xuất Bản Thuận Hóa, 1993), Tập 8, trang 201, có chép: "Năm Thiệu Trị thứ 2 (1842), chuẩu lời tâu: "Tăng cang chùa Giác Hoàng là Nguyễn Tâm Đoan (Hòa thượng Hải Tịnh) chuẩn chiếu như lệ Nguyễn Nhất Định (Hòa thượng Tánh Thiên Nhất Định), tháng cấp 3 quan tiền, 1 phương gạo...".
Năm Đinh Mùi (1847), vua Thiệu Trị mất, vua Tự Đức kế vị, có lẽ lúc đó, Hòa thượng Hải Tịnh đã xin từ chức Tăng cang chùa Giác Hoàng để về Gia Định để Trụ trì chùa Giác Lâm như xưa.
Năm Kỷ Dậu (1849), Thiền sư Hải Tịnh thiết lập "Giới đàn" (đàn truyền giới) cho tăng sĩ và cư sĩ. Chư Tăng nhân giới đàn đó, cùng suy tôn Thiền sư Hải Tịnh làm Hòa thượng đường đầu truyền giới, lúc đó Hòa thượng Hải Tịnh được 61 tuổi .
Vào giữa thế kỷ 19, ở Nam Kỳ, vấn đề nghi lễ trong Phật giáo xuất hiện phong trào "Ứng phú". Nguyên nghĩa của Ứng phú: Ứng là lời mời, Phú là đi đến. Ứng phú có nghĩa là lời mời chư Tăng đến nhà để làm lễ về Phật giáo (danh từ bình dân gọi là "đi đám"), như lễ cầu an, tang lễ, cầu siêu...Bấy giờ, Hòa thượng Hải Tịnh nhận thấy rằng: khoa Ứng phú đang lan tràn khắp nơi, từ thành thị đến thôn quê... không thể ngăn chặn được, vì vậy, phương cách tốt hơn hết là tìm cách hướng dẫn phong trào đi theo đúng hướng trong giới luật, tránh bớt những hành động của chư tăng bị phàm tục lôi cuốn, làm mất phẩm cách, giới hạnh, ảnh hưởng không tốt cho tiền đồ Phật giáo.
Vì vậy, vào khoảng năm Canh Tuất (1850), Hòa thượng Hải Tịnh triệu tập một cuộc đại hội của chư tăng và các thầy theo khoa Ứng phú tại chùa Giác Lâm để phổ biến chủ trương "bảo vệ và phát huy tinh hoa của khoa Ứng phú theo đúng với đạo Phật cổ truyền", đồng thời Hòa thượng cũng đề nghị thành lập cơ sở học tập cho khoa Ứng phú để thực hiện chủ trương đó, và được tán đồng.
Ngay trong năm đó (1850), Hòa thượng Hải Tịnh cho trùng tu viện Quan Âm thành chùa Giác Viên để dùng chùa này làm cơ sở học tập cho khoa Ứng phú. Trong khi đó Hòa thượng vẫn phát triển việc giảng dạy cho chư Tăng ở chùa Giác Lâm như Thiền sư Tổ Tông Viên Quang đã thực hiện từ trước.
Năm Nhâm Tý (1852), ông hương đăng già (là người sáng lập và trông coi chùa Giác Viên, chưa rõ họ tên) mất, Hòa thượng Hải Tịnh cử đệ tử là Thiền sư Minh Vi Mật Hạnh làm trụ trì chùa Giác Viên.
Năm Kỷ Mùi (1859), niên hiệu Tự Đức thứ 12, quân Pháp vào đánh chiếm thành Gia Định, san bằng dinh lũy của triều Nguyễn. Chùa Từ Ân và chùa Khải Tường nằm trong vòng lửa đạn của chiến tranh. Trụ trì chùa Từ Ân lúc đó là Thiền sư Tiên Tín Chánh Trực (huynh đệ của Hòa thượng Hải Tịnh) phải bỏ chùa chạy loạn, trong khi vội vàng, chỉ đem giấu được một vài kỷ vật nhỏ của chùa (nhờ vậy mà sau này, khi xây dựng lại chùa Từ Ân ở Phú Lâm, chùa còn giữ được vài kỷ vật).
Chùa Giác Lâm và chùa Giác Viên vì ở xa chiến trận nên không bị nguy hại gì. Năm sau (1860), vua Tự Đức cử Nguyễn Tri Phương làm Thống đốc quân vụ, Phạm Thế Hiển làm Tham tá quân vụ vào Gia Định hợp cùng Tôn Thất Hiệp lo chống lại quân Pháp. Quân Pháp tấn công vào Đại đồn Chí Hòa, sau khi đồn này thất thủ (24 tháng 2 năm 1861), chiến tranh Việt-Pháp lan rộng dần khắp Gia Định và các tỉnh lân cận. Dân chúng ở Gia Định chạy tản cư, chư Tăng ở chùa Giác Lâm và Giác Viên cũng bỏ chạy, chỉ còn Hòa thượng Hải Tịnh (bảy mươi ba tuổi) và vài vị sư già ở lại chùa.
Năm Nhâm Tuất (1862), triều đình Huế phải ký hiệp ước nhượng cho Pháp ba tỉnh miền đông Nam Kỳ. Năm 1867, quân Pháp đánh chiếm hết cả sáu tỉnh Nam Kỳ, biến vùng đất này thành thuộc địa của họ. Sau đó dân chúng và các nhà sư lần hồi quay về đầy đủ, vì người Pháp muốn mua chuộc lòng dân, nên tỏ ra dễ dãi mọi bề .
Năm Kỷ Tỵ (1869), Hòa thượng Hải Tịnh đã 81 tuổi, biết rằng mình không còn trụ thế bao lâu nữa nên sắp đặt việc thừa kế ở hai chùa Giác Lâm và Giác Viên như sau: Đệ tử lớn là Thiền sư Minh Vi Mật Hạnh trụ trì chùa Giác Lâm, đệ tử nhỏ hơn là Thiền sư Minh Khiêm Hoằng Ân trụ trì chùa Giác Viên.
Năm Tân Mùi (1871), Hòa thượng Hải Tịnh hợp cùng chư Hòa thượng ở các tỉnh Nam Kỳ tổ chức Đại giới đàn tại chùa Tây An ở núi Sam (Châu Đốc, An Giang).
Năm Ất Hợi (1875), Hòa thượng Hải Tịnh lại tổ chức Giới đàn (đàn truyền giới) ở chùa Thiên Ân (Gia Định), đệ tử của Hòa thượng Hải Tịnh là Minh Khiêm Hoằng Ân được phong làm Giáo thọ.
Ngày mùng 8 tháng 11 năm ấy (1875), Hòa thượng Tiên Giác Hải Tịnh cho gọi các đệ tử về chùa Giác Lâm để phó chúc. Hòa thượng dạy các đệ tử phải chăm lo tham học nghiên cứu kinh điển, trau dồi đạo đức phẩm hạnh, không nên ham thích theo khoa Ứng phú dễ bị sa ngã, mà cần phải tu tập thiền định để giải thoát cảnh luân hồi sanh tử. Đúng giờ Ngọ ngày hôm đó, Hòa thượng Hải Tịnh viên tịch, thọ 87 tuổi. Đồ chúng lập tháp thờ Hòa thượng Hải Tịnh ở khuôn viên chùa Giác Lâm.
Lúc còn tại thế, Hòa thượng Hải Tịnh có biên tập quyển Tông phái sự tích, hiện còn tàng trữ trong chùa Từ Ân mới ở Phú Lâm (thuộc Quận 6, Thành phố Hồ Chí Minh).

## Sách tham khảo chính
- Thích Thanh Từ, Thiền sư Việt Nam. Thành hội Phật giáo TP. Hồ Chí Minh ấn hành, 1992.
- Nguyễn Hiền Đức, Lịch sử Phật giáo Đàng Trong. Nhà xuất bản TP. Hồ Chí Minh, 1995.
- Thiền Hòa tử Huệ Chí, "Buổi đầu của Phật giáo Gia Định", in trong sách Hội thảo khoa học 300 năm Phật giáo Gia Định - Sài Gòn - TP. Hồ Chí Minh, Nhà xuất bản TP. Hồ Chí Minh, 2002.